# سفارة سلوفينيا في بلجيكا
سفارة سلوفينيا في بلجيكا هي أرفع تمثيل دبلوماسي لدولة سلوفينيا لدى بلجيكا. تقع السفارة في وهي تهدف لتعزيز المصالح السلوفينية في بلجيكا.

## وصلات خارجية
- الموقع الرسمي
- قائمة سفارات سلوفينيا
- قائمة السفارات في بلجيكا